# Тарасівка (Гребінківська міська громада)
Тара́сівка (до ХХ ст. мало назву Щербаківка) —  село в Україні, в Лубенському районі Полтавської області. Населення становить 1001 осіб. Входить до складу Гребінківської міської громади.

## Географія
Село Тарасівка знаходиться на березі річки Сліпорід, вище за течією примикає село Майорщина, нижче за течією на відстані 1 км розташоване село Сотницьке. Село витягнуто вздовж річки на 8 км. Через село проходить залізниця, станція Тарасівка.

## Історія
Із завершенням боротьби українського народу під проводом Богдана Хмельницького проти польського панування і вигнання польської шляхти, земля стала переходити до рук козацької старшини і рядових козаків.
В останній чверті XVII ст. звільнені від поляків землі в верхів'ях р. Сліпороду стали займатись козаками і козацькою старшиною, в основному мешканцями м. Пирятина. Ці землі приваблювали їх своєю близькістю до м. Пирятина та й тим, що благодатний чорнозем містився в долинах р. Сліпорід.
Найбільш багата старшина скуповувала землі в інших господарів, розширюючи свої володіння. На своїх землях вони поселяли селян, які виконували обов'язки скотарів, пастухів та хліборобів. Так створювались поміщицькі маєтності в верхів'ях р. Сліпорід.
Переважна більшість їх була дрібномаєтними. В. І. Даль, лексикограф і письменник, автор «Тлумачного словника живої великоросійської мови», який влітку 1844 р. приїхав з Петербурга і відпочивав в х. Убіжище у Гребінок, в листі своїй дружині так жартівливо констатував цей факт (дрібномаєтного володіння): «...был у отца Гудимы (батька товариша Є.П. Гребінки Єгора Васильовича Гудими), который живет на знаменитой речке Слепород, где помещиков больше, чем мужиков».
На території нинішньої Тарасівки знаходились такі населені пункти (ідучи по порядку знизу р. Сліпороду вверх проти течії): деревня (так до революції називались села, які не мали своїх церков):  Максимівка, хутір Індутнівка, дер. Щербанівка, хутори Недосталь, Ставровщина, Сліпорідський, Нестеренків.
Деякі хутори носили ім'я чи прізвища своїх господарів. Якщо частина хутора переходила до іншого власника, то виникав іще один хутір з іншою назвою, з ім'ям чи прізвищем нового господаря.
Так сталося з Щербаківкою, Індутнівкою. Так з'явились маленькі хутори Сокальського, Швидкого, Таранових (у перших двох мешкали тільки господарі хутора). А хутір Сліпорідський увібрав у себе хутори: Божків, Андрущенків, Худолієвих. Кожен із цих населених пунктів мав свою історію.
В Радянський час, Щербаківка і Щербаківка-Сторожівка, були перейменовані в село Тарасівку. В одному із документів, датованому 6 грудня 1922 р., вона була записана уже Тарасівкою.
В 1920 році було створено комнезам (комітет незаможників). За переписом населення 1926 р., за Максимівською сільрадою записані: с. Максимівка з населенням 539 чол. і х. Кандибівка - 394 чол.
Скорочення кількості хуторів почалося в період колективізації (1930 р.), коли багато людей (так званих куркулів) виселяли і вивозили на північ Росії. І якщо хутір складався із 1 - 3 багатих сімей (а такі хутори були: х. Сокальського - 2 сім'ї із привілейованих, х. Тарасівка - 5 сімей, в т. ч. одна козацька, одна із селян і три привілейовані, х. Швидкого - 1 сім'я козацька), то після виселення господарів такий хутір закривався. В 1938 р. продовжилося закриття хуторів.
Якщо хутір знаходився відокремлено, не мав суміжних населених пунктів, то мешканців переселяли в села, а сам хутір ліквідували. Якщо ж хутір був суміжний з другим населеним пунктом, або ж було декілька суміжних хуторів, то їх об'єднували в один.
Так сталося і з хуторами Максимівської і Тарасівської сільради. За переписом населення 1939 р. за Максимівською сільрадою записано одне с. Максимівка (х. Кандибівку було приєднано до села) з населенням 723 чол., за Тарасівською сільрадою - с. Тарасівка - 845 чол., х. Сліпорід - 562 чол., х. Недосталь - 435 чол.
Можливо, що ці три населені пункти Тарасівської сільради були «підладжені» під 3 колгоспи, які були тут у той час: ім. 17-го партз'їзду, ім. Хрущова, ім. Жданова (до 1937 р. - ім. 223 стрілецького полку).
До речі, в газеті «Правда Прилуччини» №20 від 20 лютого 1930 р. була замітка: «Біднота та середняки с. Тарасівки за проводом Компартії зламали дрібновласницькі форми господарювання й цілим селом утворили єдину комуну - село імені 223 стрілецького полку». (Пирятинський район в той час входив до Прилуцької округи).
В 1966 р. всі три колгоспи Тарасівської сільради об'єднали в один колгосп ім. Т.Г. Шевченка. До нього ж був приєднаний колгосп «Ударник» Максимівської сільради, а с. Максимівка було об'єднане з с. Тарасівкою. Щербаківка і Максимівка з хуторами до революції весь час знаходились в Пирятинській волості Пирятинського повіту.
Після революції Тарасівка, Максимівка і хутори відносились до Пирятинського району в складі Тарасівської і Максимівської сільрад.
У зв'язку з розукрупненням районів в Полтавській області, Гребінківський район, який в 1962 р. ввійшов до складу Пирятинського, Указом Президії Верховної Ради УРСР від 8 грудня 1966 р. було відновлено. В склад Гребінківського району ввійшли населені пункти, які входили до його складу напередодні укрупнення районів (1962 р.), а також з Пирятинського району були передані населені пункти Тарасівської сільської ради.
Пройшли роки, стерлись межі між хуторами і ніщо не нагадує про багатохуторський склад с. Тарасівки. Хіба що кладовища, які були в кожному хуторі, нагадують про ці хутори і про людей, які тут мешкали.
Школи в с. Максимівці і Тарасівці, які були засновані ще до революції, після революції називались трудовими. Для надання трудового виховання учнів за школами закріплялась орна земля; в 1925 р. за Тарасівською школою було 11 гектарів, за Максимівською - 8,82 га.
В 1927 р. для Тарасівської школи було підготовлене іще одне приміщення - відремонтовано будинок поміщиків Стороженків (Савицької).
З початку 1953 року – колгосп імені Т.Г. Шевченка (м'ясомолочного та зернового напрямку, технічні культури). У селі повна середня школа, фельдшерсько-акушерський пункт, дитячий садок, Будинок культури на 400 місць, бібліотека (17,2 тисячі одиниць збірників), відділення зв’язку. 1950 року у Тарасівці встановлено надгробок на братській могилі жертв фашизму 1942, 1957 – надгробок на братській могилі радянських воїнів, які загинули під час оборони 1941 і визволення села від гітлерівців 1943, та пам’ятник 185 воїнам-односельцям, що полягли під час Великої Вітчизняної війни, пам’ятник Т.Г. Шевченку (1967).
В селі був розташований колгосп ім. Т. Г. Шевченка, який мав 4 482 га землі. Основний напрям господарства — рільництво. Видавалася колгоспна багатотиражна газета «Вперед».
Колишній орган місцевого самоврядування - Тарасівська сільська рада.

## Населення

### Мова
Розподіл населення за рідною мовою за даними перепису 2001 року:
| Мова       | Кількість | Відсоток |
| ---------- | --------- | -------- |
| українська | 983       | 98.2%    |
| російська  | 15        | 1.5%     |
| білоруська | 3         | 0.3%     |
| Усього     | 225       | 100%     |

## Економіка
- «Тера», ВАТ.
- ПП «Тарасівське».
- ФГ «Карат».

## Об'єкти соціальної сфери
- Школа.
- Фельдшерсько-акушерський пункт.
- Будинок культури.

## Пам'ятки
На південному сході Тарасівки знаходиться ентомологічний заказник місцевого значення «Бурівщина», площею 85,9 га.

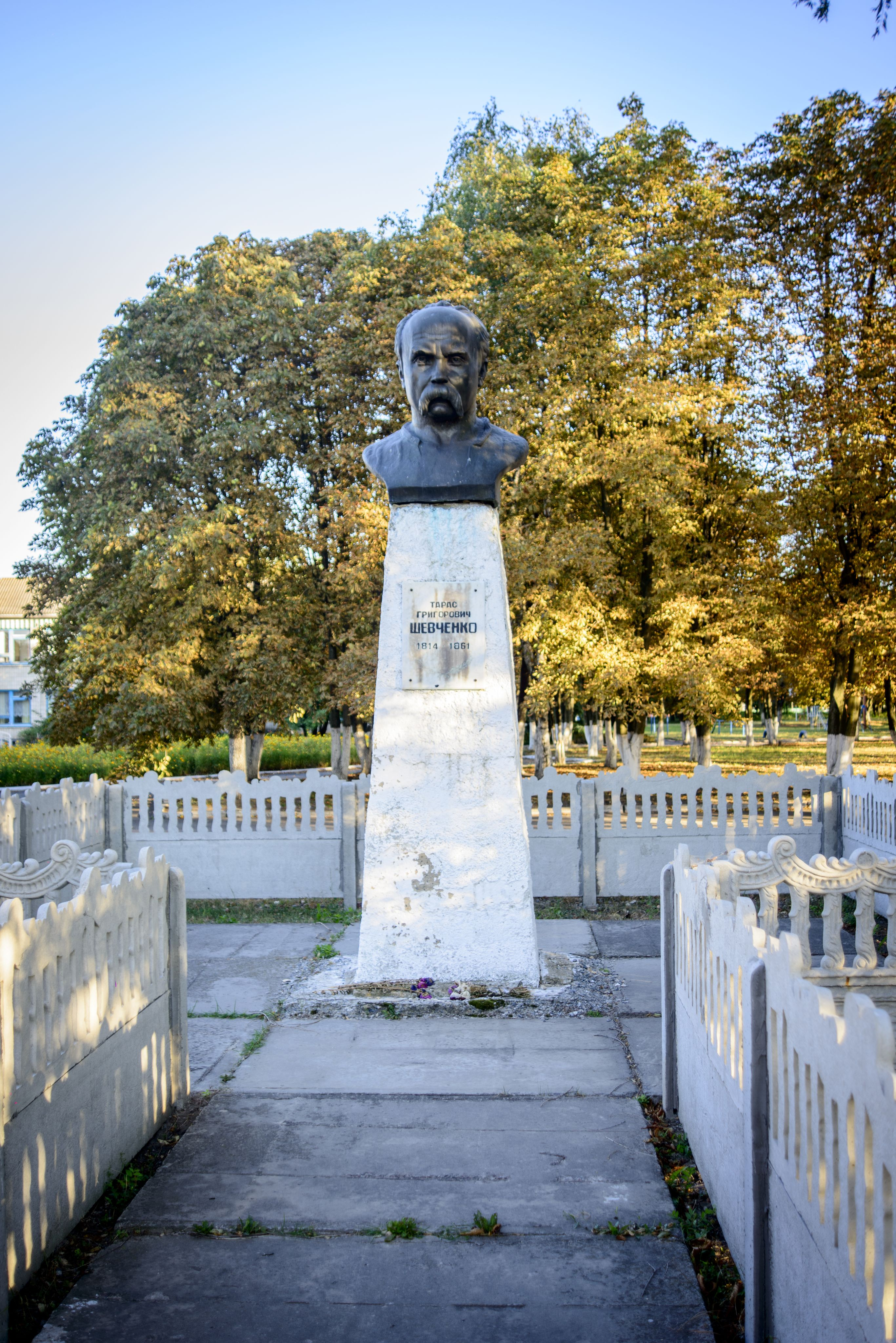
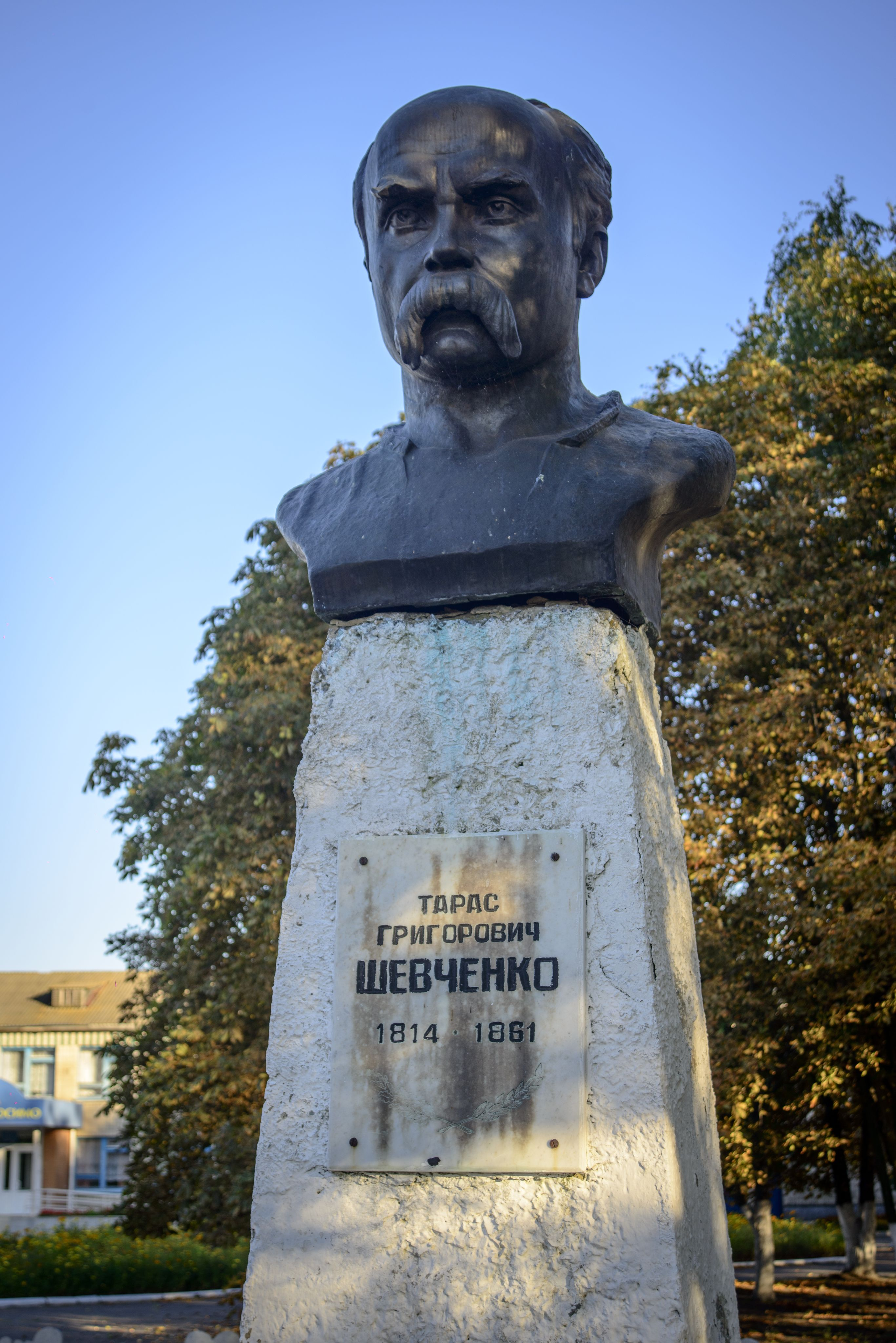
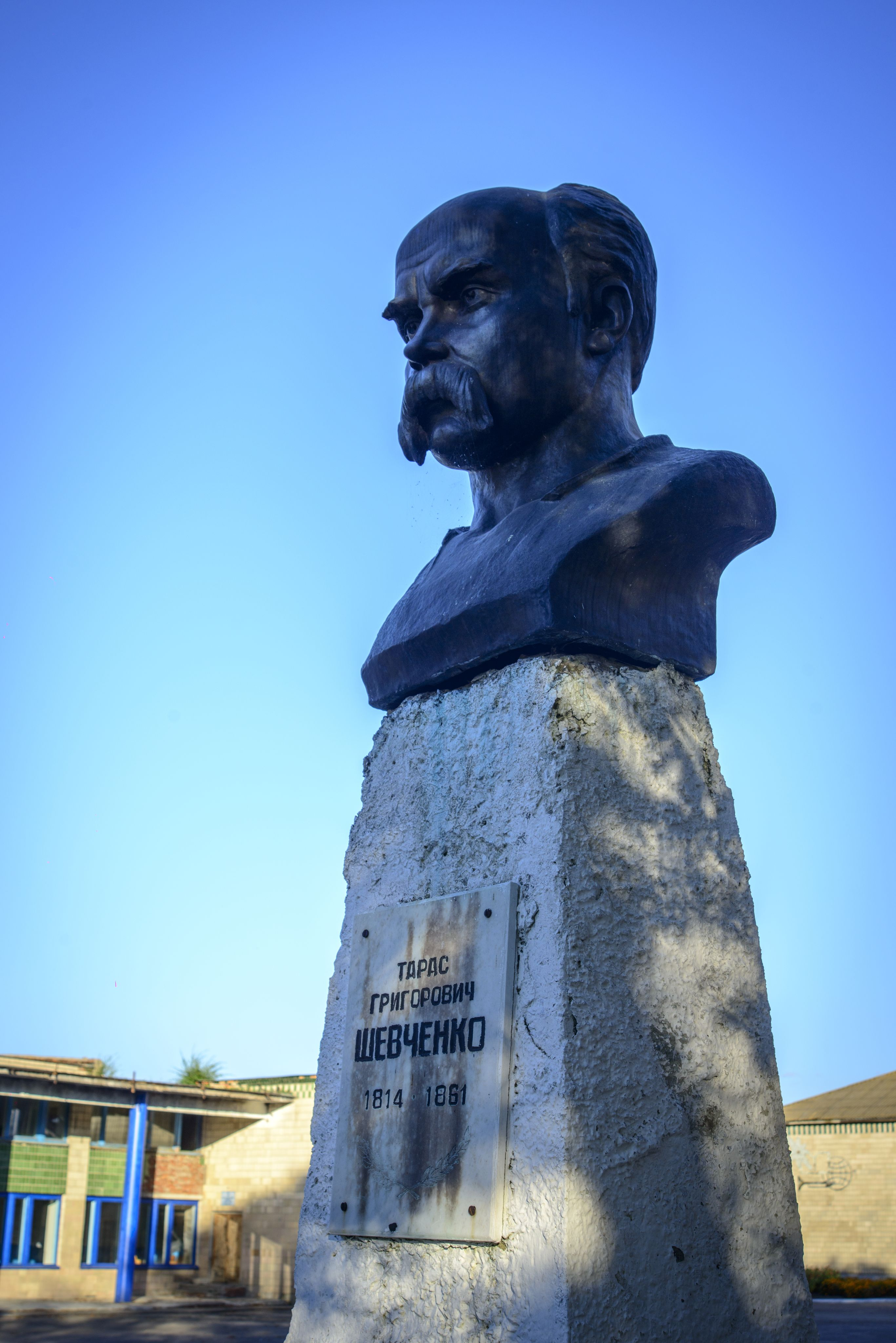
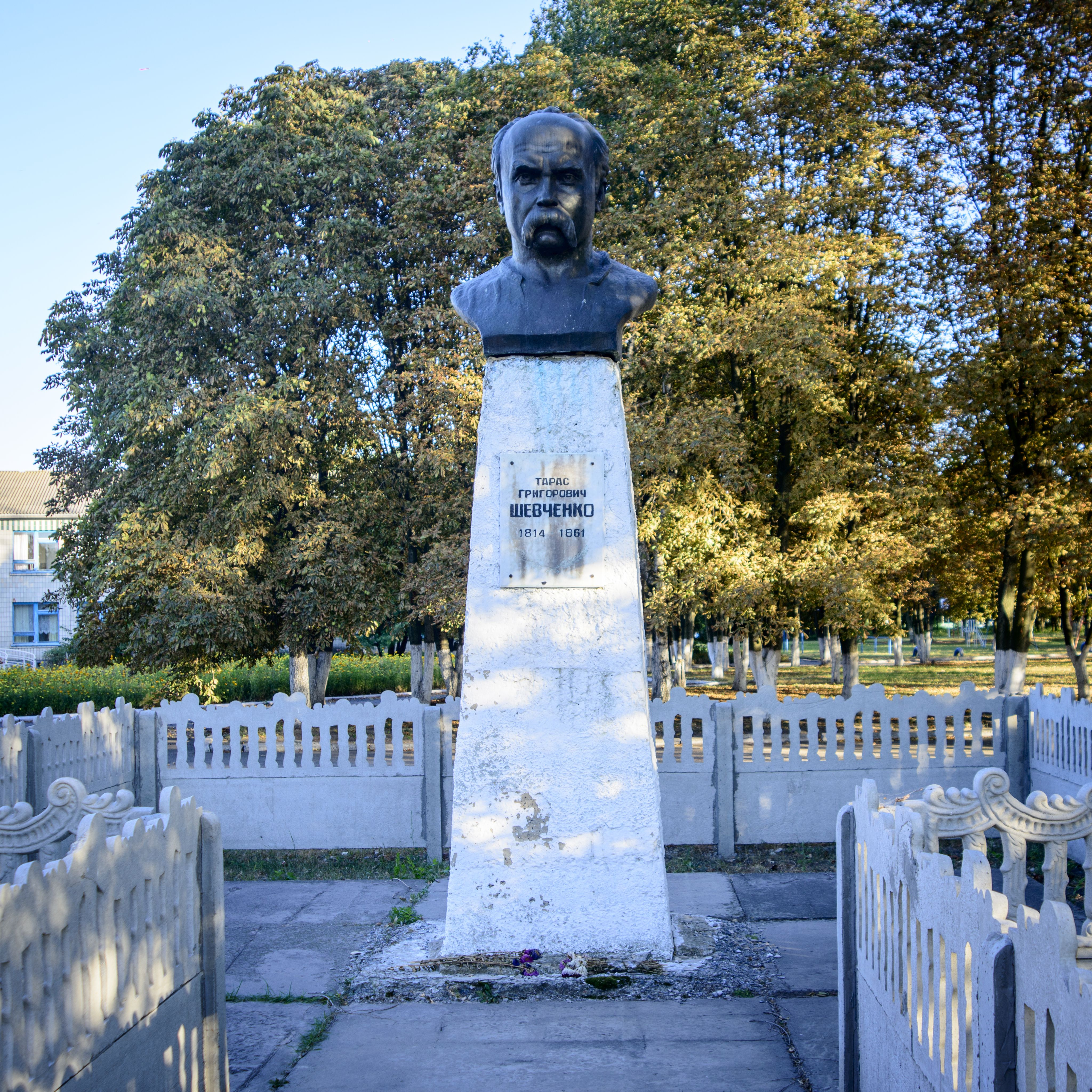
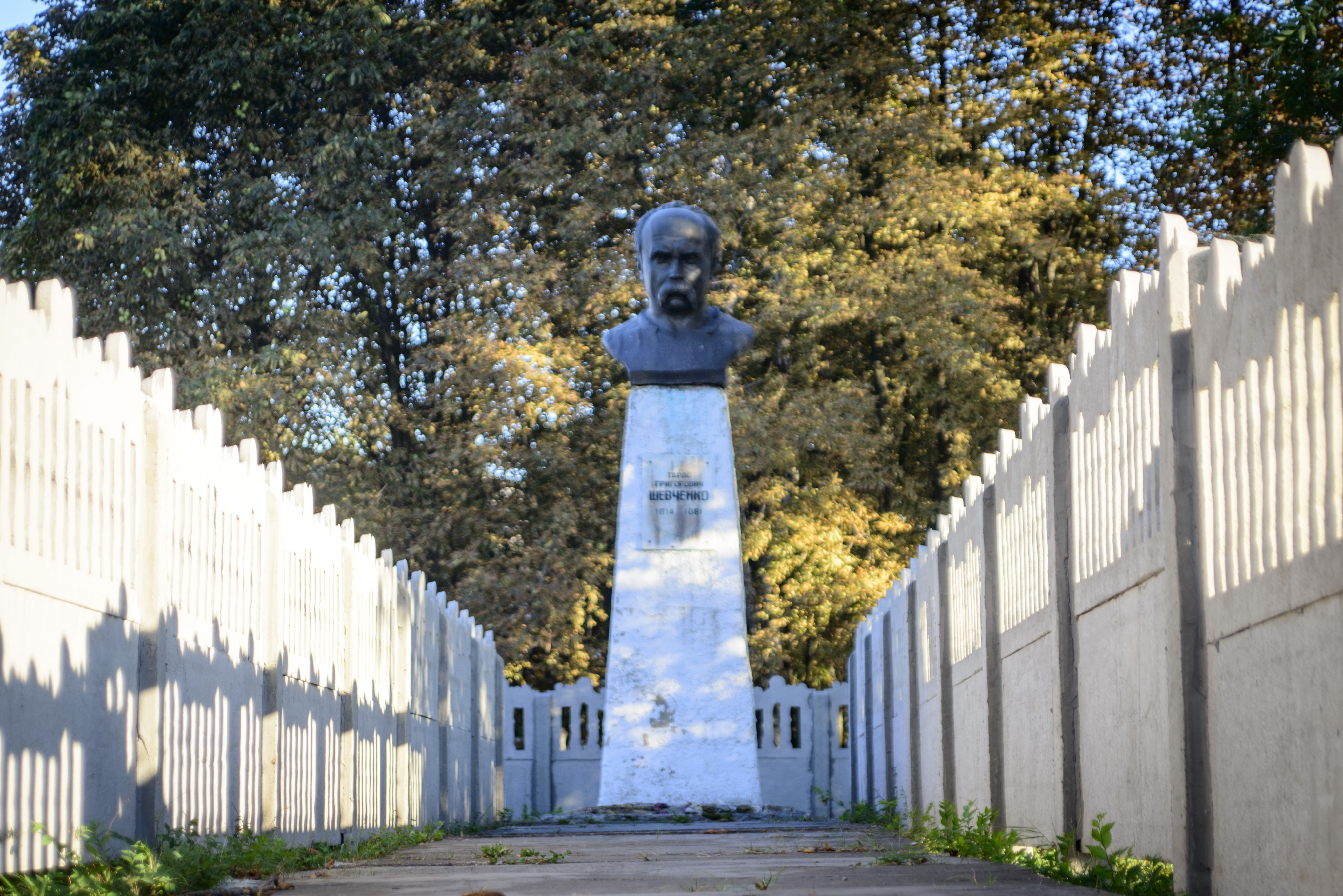
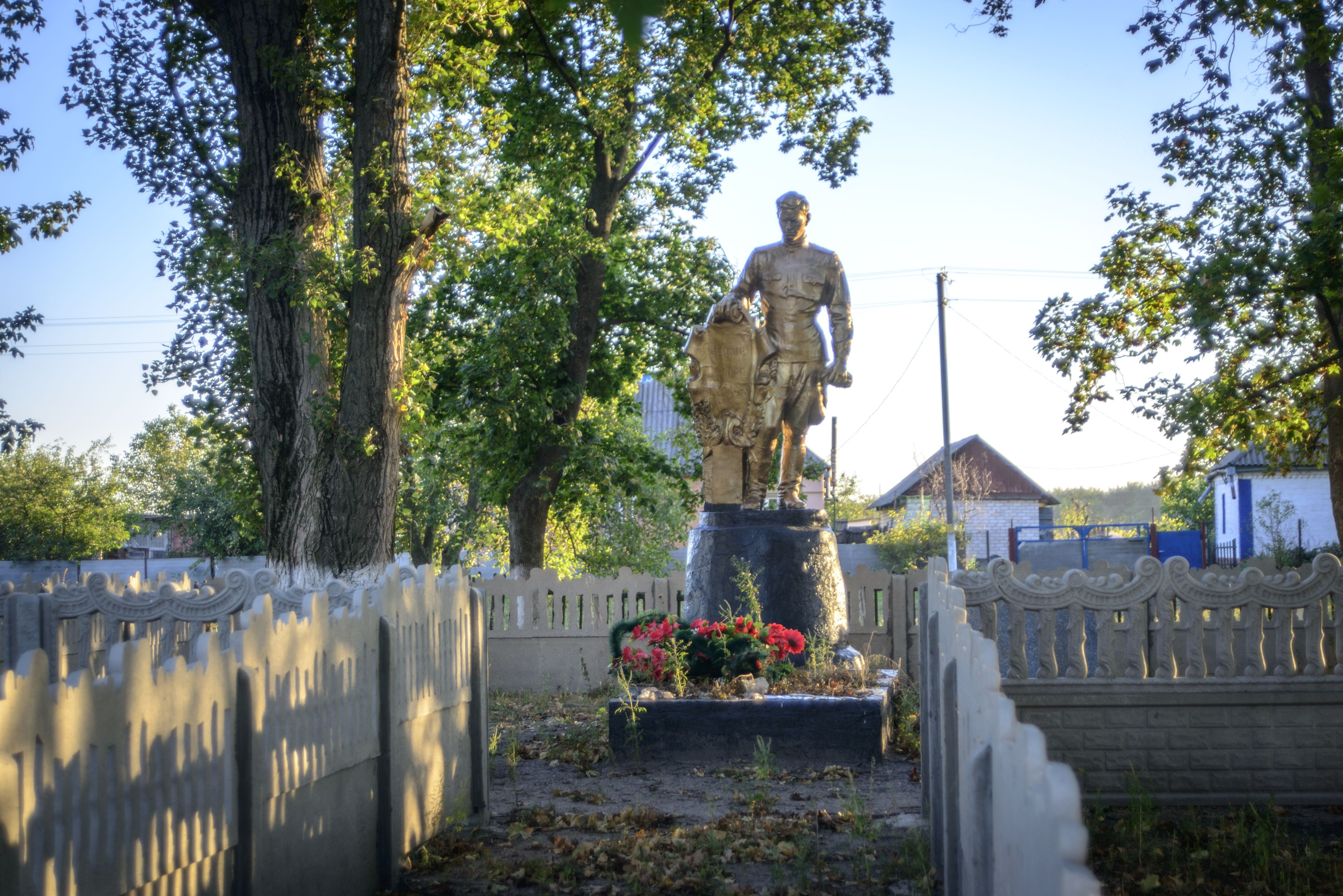
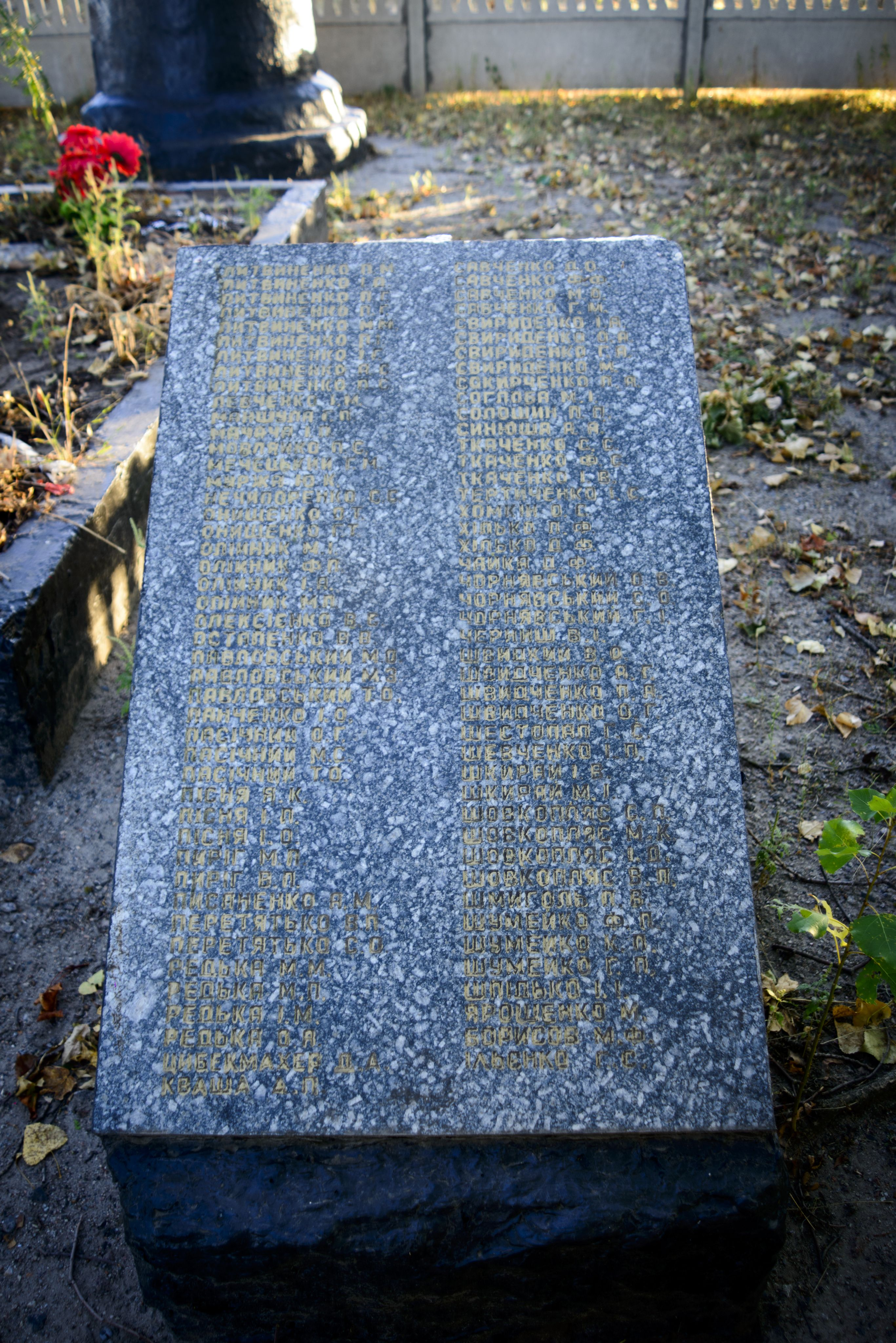
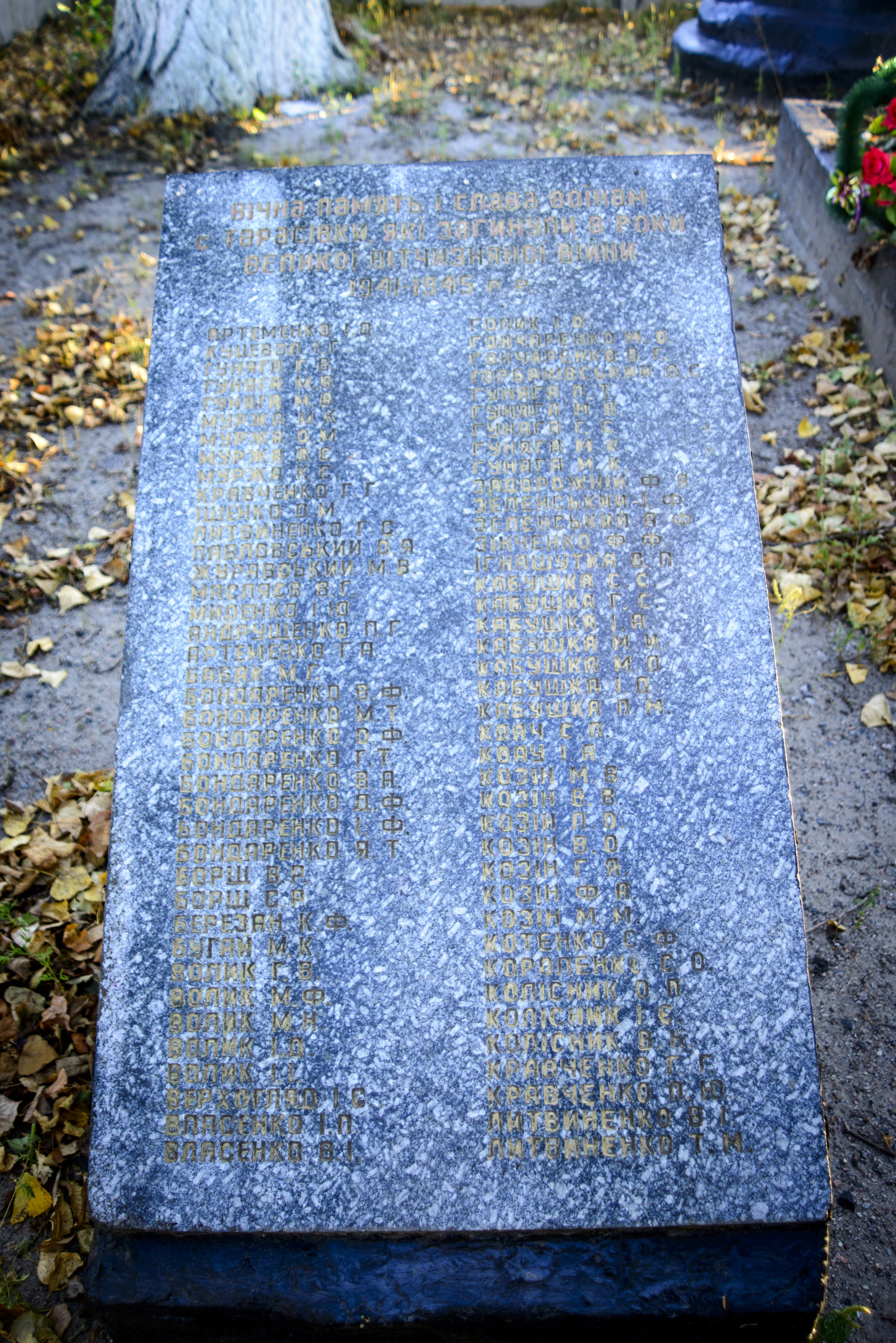
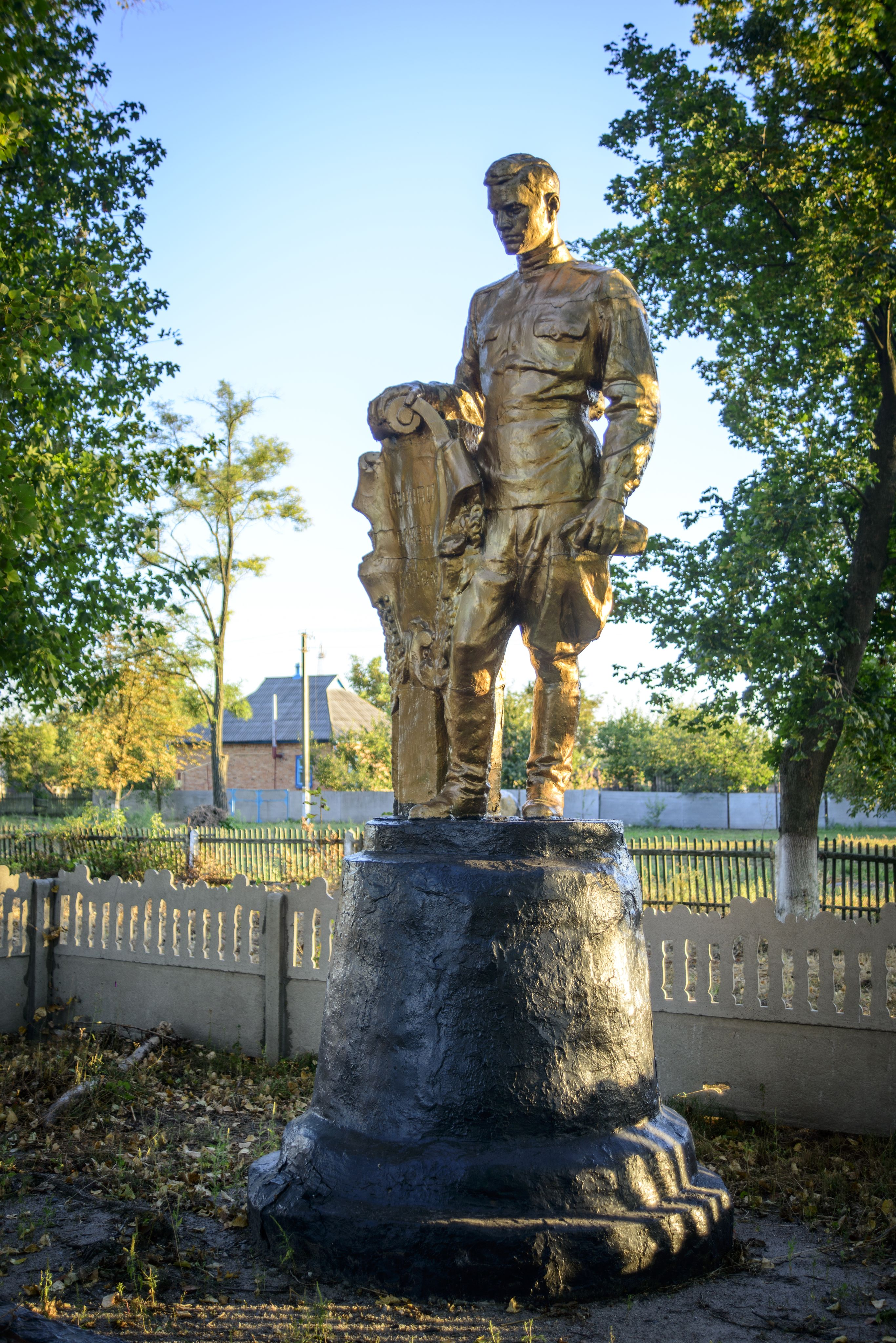
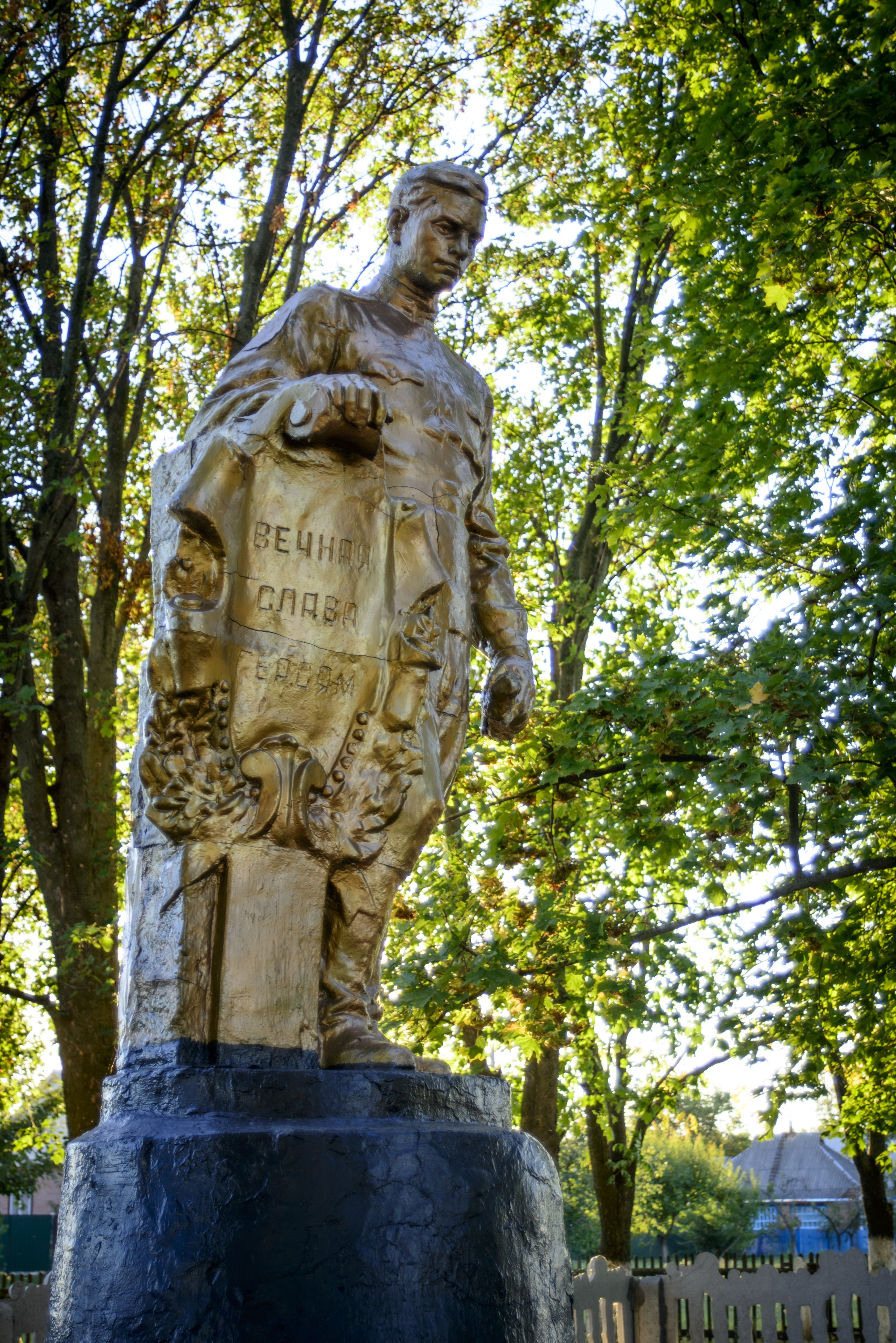
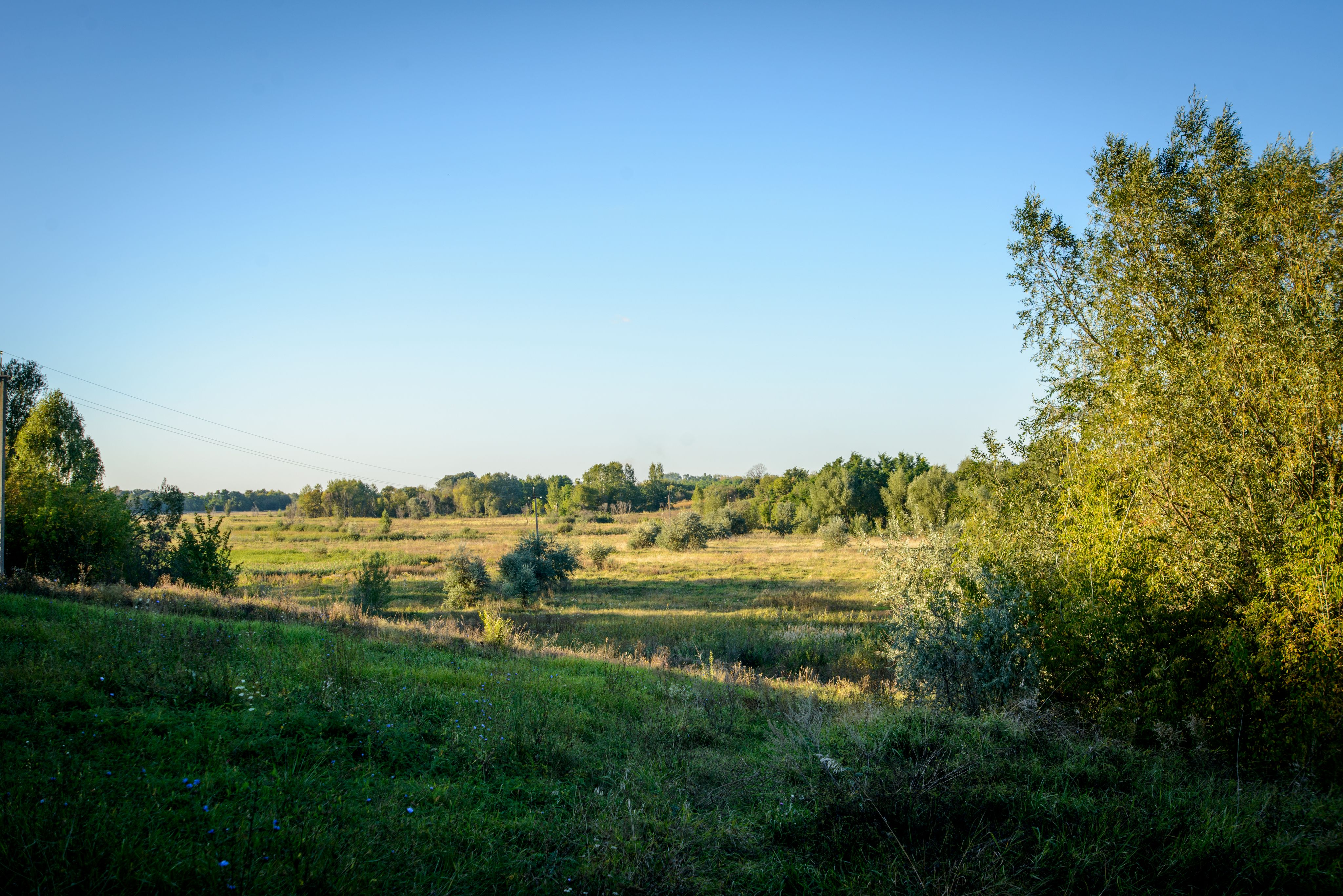
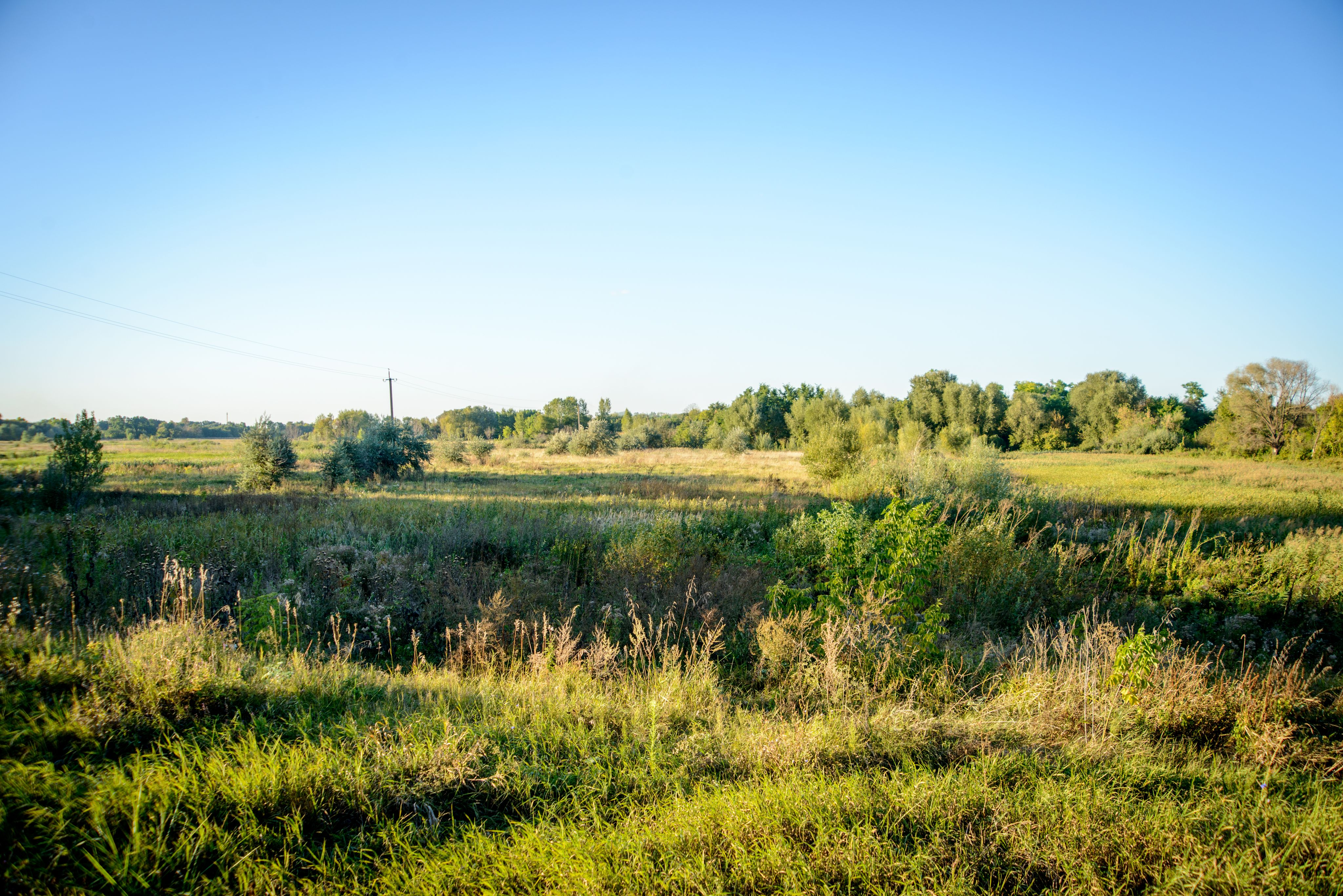
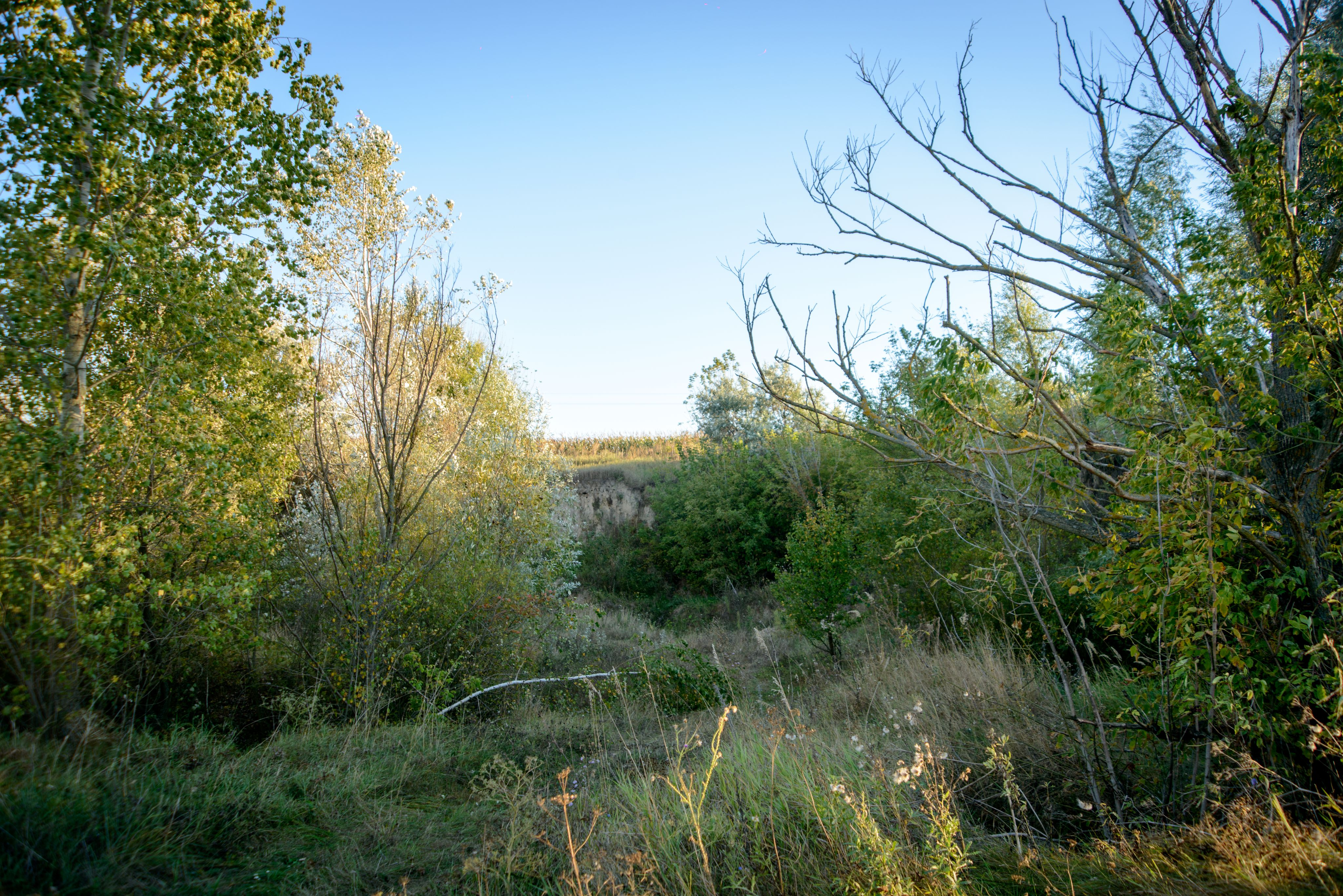
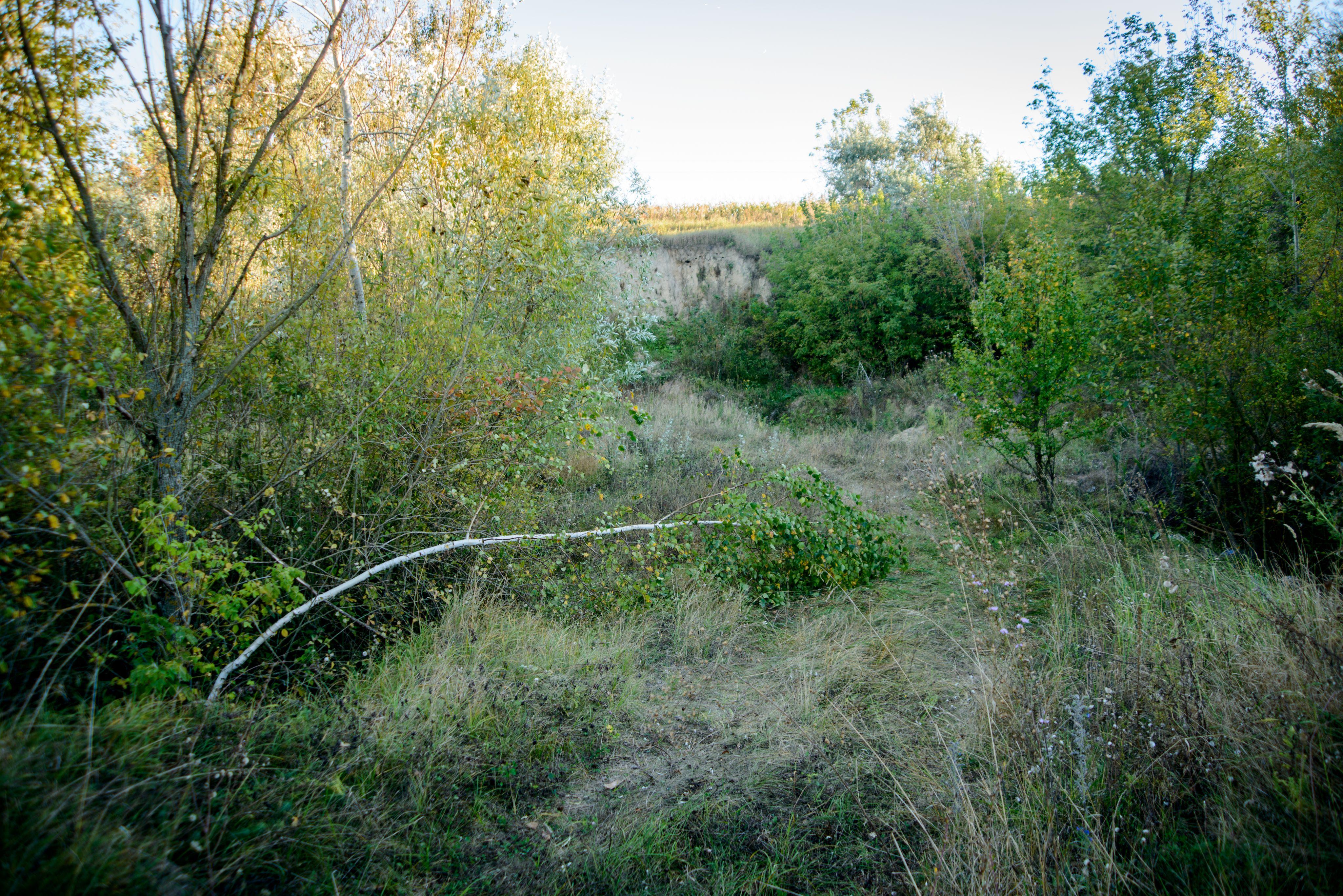
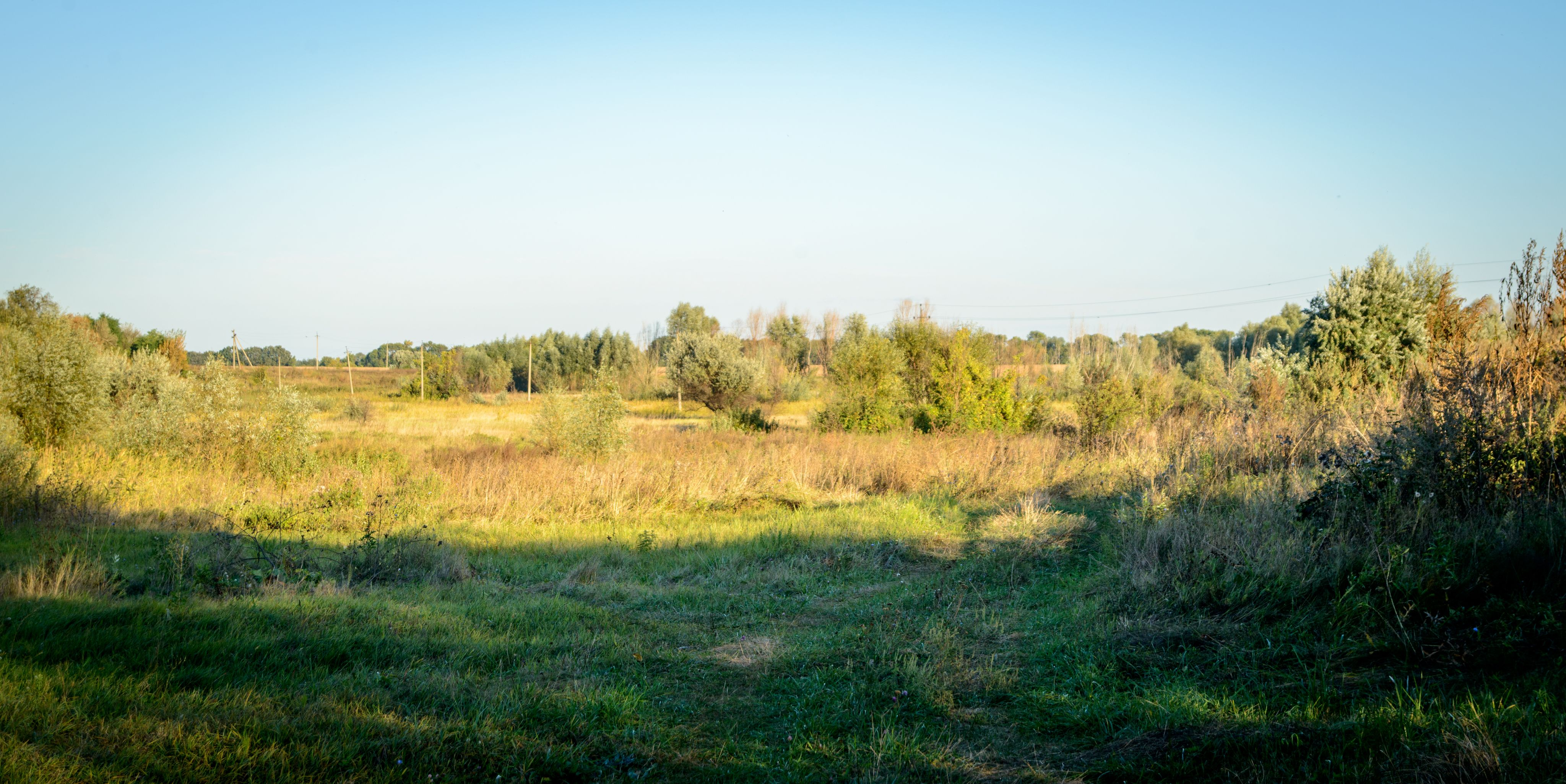
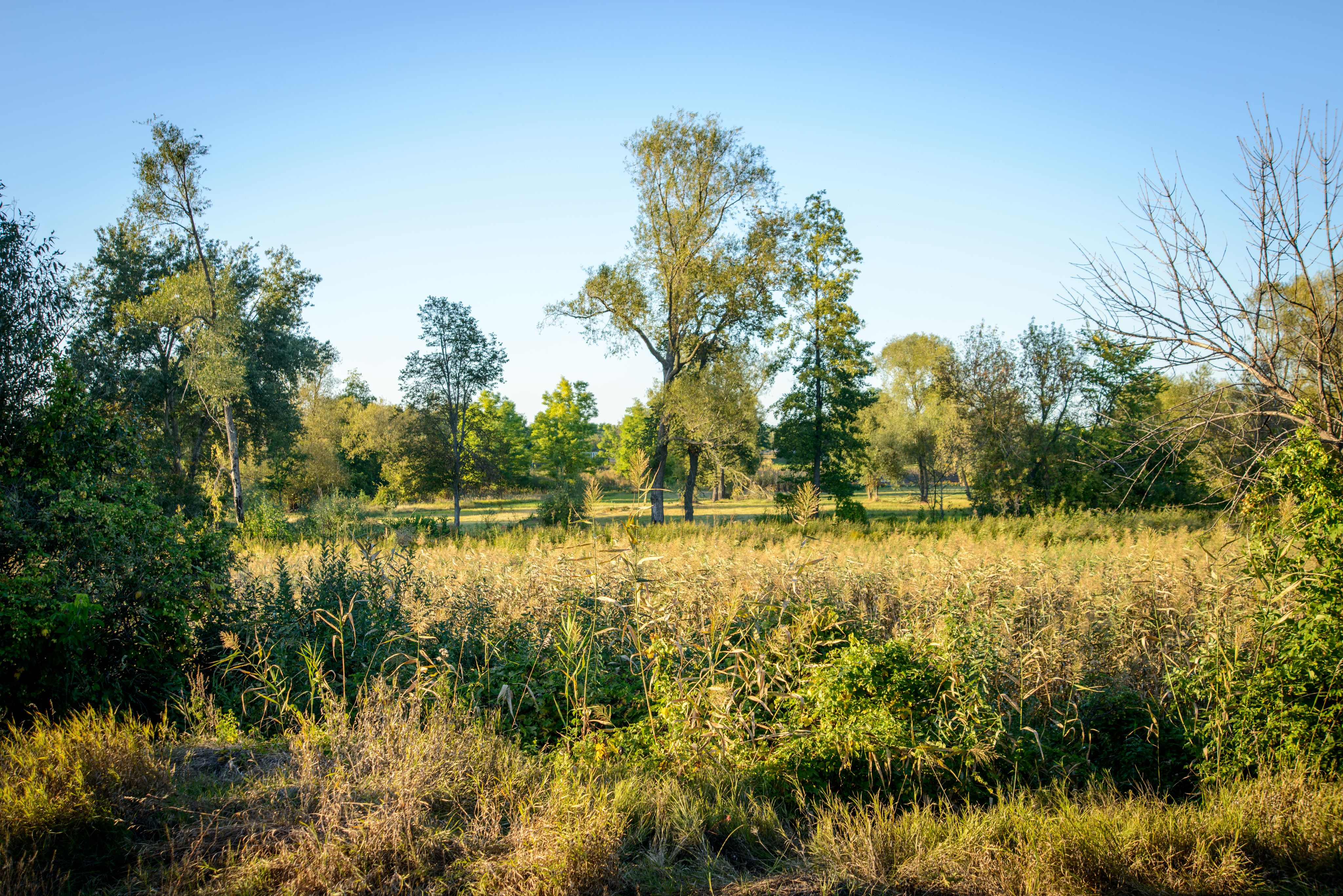
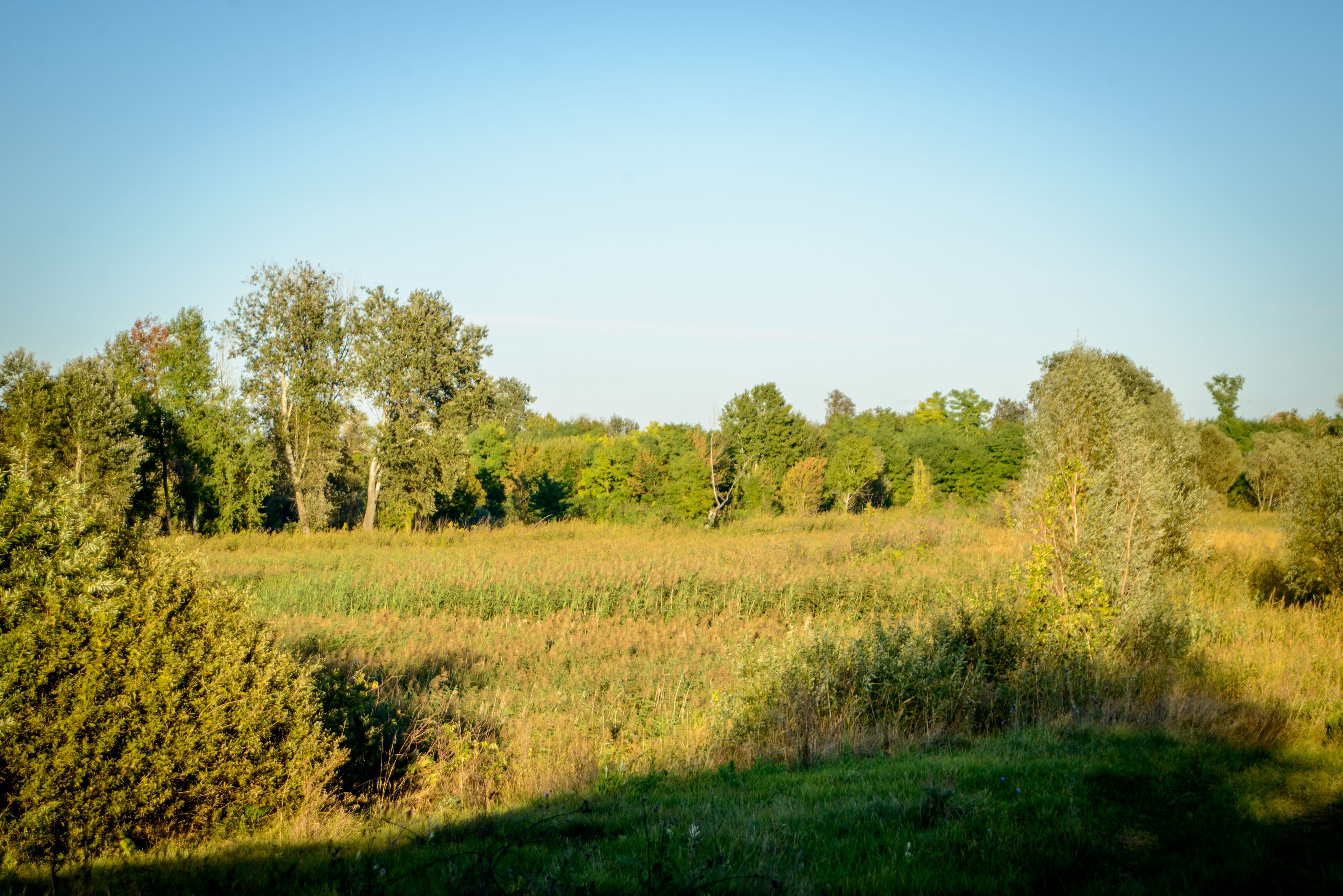
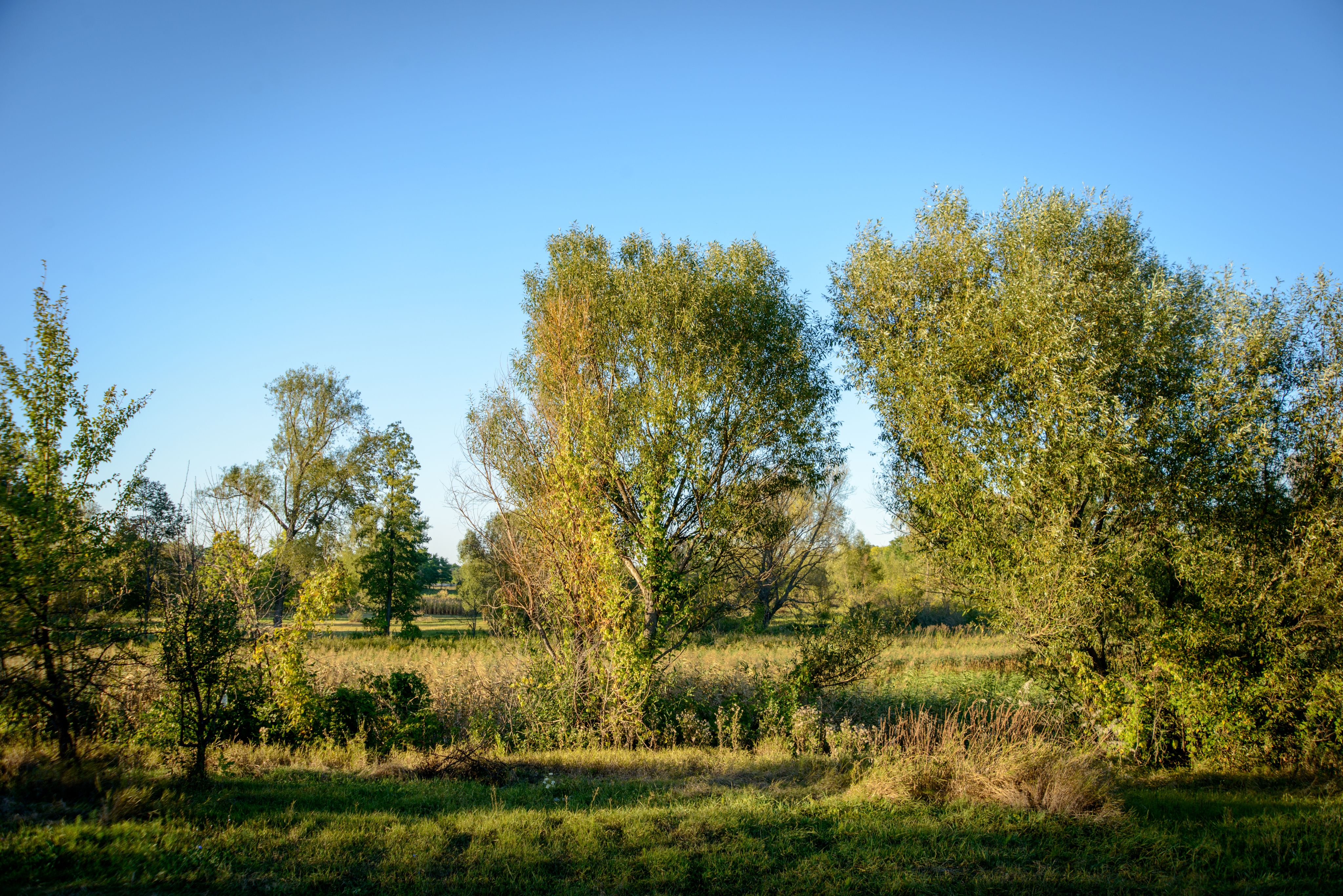
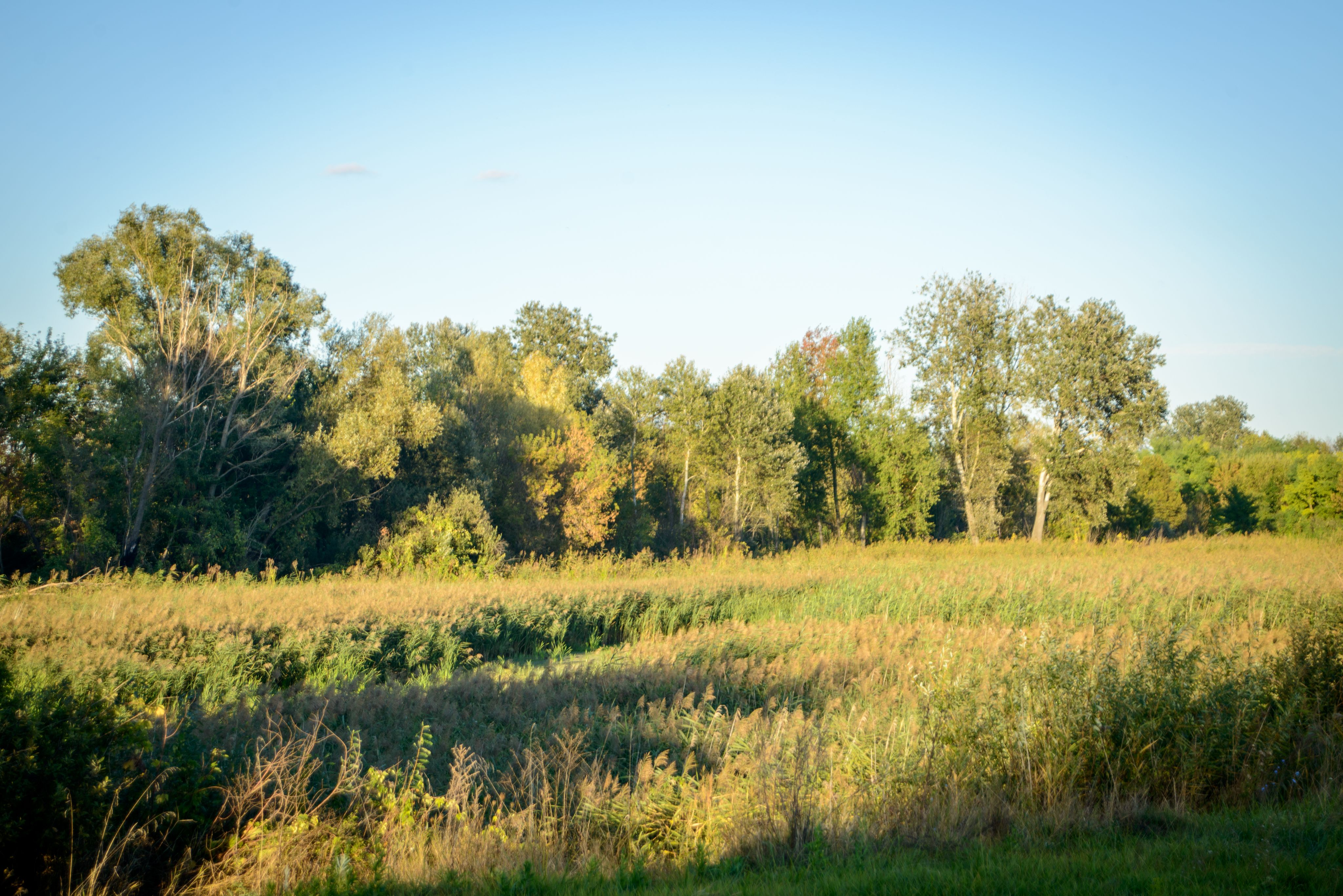